# Tennis World Tour
Tennis World Tour är ett tennisspel utvecklad av Breakpoint Studio och utgiven av Bigben Interactive, den släpptes till Microsoft Windows, Playstation 4, Xbox One och Nintendo Switch. Den släpptes 22 maj 2018 till Playstation 4 och Xbox One och 12 juni 2018 till Windows och Switch.

## Spelupplägg
Spelaren kan välja att spela som 31 olika tennisspelare.
Dessa är bekräftade:
ATP
- Roger Federer
- Gaël Monfils
- Nick Kyrgios
- David Goffin
- John Isner
- Taylor Fritz
- Michael Mmoh
- Frances Tiafoe
- Fabio Fognini
- Roberto Bautista Agut
- Elias Ymer
- Kyle Edmund
- Grigor Dimitrov
- Dominic Thiem
- Hyeon Chung
- Karen Khachanov
- Milos Raonic
- Jeremy Chardy
- Stefanos Tsitsipas
- Thanasi Kokkinakis
- Stan Wawrinka
- Richard Gasquet
- Lucas Pouille
- Alexander Zverev

WTA
- Garbiñe Muguruza
- Angelique Kerber
- Caroline Wozniacki
- Madison Keys
- Eugenie Bouchard

Legends Edition
- Andre Agassi
- John McEnroe

## Utveckling
Spelet är utvecklat av Breakpoint Studio som har alumner som tidigare arbetade på 2K Czeck som också utvecklade Top Spin 4. Studion såg Tennis World Tour som en uppföljare till Top Spin. Spelets karriärläge har ett system där spelaren måste hantera turneringar som man deltar, behålla sin uthållighet och fokusera på stora evenemang som proffs i ATP-touren. Studion anlitade tennistränaren Boris Vallejo för att hjälpa spelets mekanik.

## E-sport
Franska tennisförbundet arrangerade en e-sportturnering 2018 där finalen spelades på Stade Roland Garros under Franska öppna mästerskapen.

## Specialutgåvor
Två utgåvor av spelet släpptes, Standard och Legend med exklusivt innehåll. Legend-utgåvan innehåller Andre Agassi med sina kläder från 1995 och Wilson Pro Staff 97R, vilket är Roger Federers racket. Den inkluderar även John McEnroe med sina kläder från 1995, Wilson Pro Staff 97, ett exklusivt karriärläge med tränare med mer erfarenhetshöjning, ett legendmärke i online multiplayer, 5 skill cards och Roger Federer i sina kläder från våren 2018.